# Bembidion affine
Bembidion affine es una especie de escarabajo del género Bembidion, familia Carabidae. Fue descrita científicamente por Say en 1823.
Habita en Canadá y los Estados Unidos (desde Quebec, Ontario y Dakota del Norte hasta Florida y Texas). Esta especie mide 2,9-3,5 mm. Vive en medios con una alta humedad ambiental.